# Javier Gonzales
Javier Gonzales (sinh ngày 1 tháng 8 năm 1966 - mất ngày 9 tháng 2 năm 2022) là một chính khách người Mỹ, từng là thị trưởng Santa Fe thứ 42 từ 2014 đến 2018. Gonzales là thị trưởng đồng tính đầu tiên và duy nhất của thành phố. Ông giữ văn phòng của Quận ủy Santa Fe, phục vụ hai nhiệm kỳ. Ngay sau đó, ông được bầu làm Chủ tịch người Tây Ban Nha đầu tiên vào Hiệp hội các quốc gia.  Khi đảm nhận chức vụ Thị trưởng Santa Fe, ông là Chủ tịch Đảng Dân chủ New Mexico.
Ông ra ứng cử thị trưởng hứa hẹn sẽ tiến bộ quyền bình đẳng, cải thiện hệ thống giáo dục, đa dạng hóa nền kinh tế, thúc đẩy giới trẻ và tăng cường chủ nghĩa môi trường. Ông đã bỏ phiếu để xây dựng cơ sở trợ sinh lớn nhất trong thành phố trên đường Old Pecos, tạo ra một lực lượng đặc nhiệm khí hậu, đề xuất biện pháp nhà ở giá rẻ, bắt đầu một khu văn hóa để chống lại việc bán hàng nghệ thuật giả, và đã tăng tiến bộ internet và công nghệ cho thành phố. Ông là người hỗ trợ chính cho việc kiểm soát súng và điều chỉnh. Năm 2015, ông bắt đầu Bảng bạo lực súng Santa Fe với tư cách là một ủy ban diễn đàn và hành động để giải quyết phòng chống giết người hàng loạt và để đảm bảo an toàn cho công dân.
Gonzales đã công khai không đồng ý với các hành động của Thống đốc New Mexico, Susana Martinez và các nhà lập pháp Cộng hòa khác.  Đáng chú ý nhất là ông đã lên án hành động của Martinez trong sự phản đối của bà để chấp nhận thêm người nhập cư Syria vào Hoa Kỳ.

## Tuổi thơ và giáo dục
Gonzales là người đầu tiên vào đại học trong gia đình và tốt nghiệp Đại học Bang New Mexico với bằng kế toán. Ông là con trai của cựu thị trưởng Santa Fe, George Abrán Gonzales, người từng là thị trưởng của thành phố từ năm 1968 đến năm 1972.

## Đời tư
Ông cư trú tại Santa Fe, New Mexico và có hai cô con gái, Cadence và Cameron. Ông hiện đang phục vụ trong Hội đồng Quản trị của Đại học Bang New Mexico. Gonzales là thị trưởng đồng tính công khai đầu tiên của thành phố. Ông đã đưa ra một thông cáo báo chí sau khi giấy phép hôn nhân đồng giới đầu tiên được phân phối, mang tên "Đức tin mới của tôi ở Santa Fe". Trong bản phát hành, ông nói: "Bạn thấy đấy, khi bạn đến từ một gia đình truyền thống có nguồn gốc sâu xa trong cộng đồng này, quá trình chấp nhận rằng bạn là người đồng tính rất phức tạp với nỗi sợ làm thất vọng những người bạn yêu, hoặc trở nên mất kết nối với cảm giác về một nơi giống như một phần của tôi với tính dục của tôi."